# Jacques Swaters
Jacques Swaters (30 d'octubre del 1926 - 10 de desembre de 2010) va ser un pilot de curses automobilístiques belga que va arribar a disputar curses de Fórmula 1.

## A la F1
Va debutar a la segona temporada de la història del campionat del món de la Fórmula 1, l'any 1951, disputant el 29 de juliol del 1951 el GP d'Alemanya, que era la sisena prova de la temporada.
Jacques Swaters va participar en vuit curses puntuables pel campionat de la F1, disputades al llarg de tres temporades, 1951, 1953 i 1954.
Fora del campionat de la F1 va disputar nombroses proves amb millors resultats que a les curses oficials.

## Resultats a la Fórmula 1
| Any  | Equip                | Xassís      | Motor   | 1   | 2   | 3       | 4       | 5   | 6      | 7       | 8       | 9       | Posició | Punts |
| ---- | -------------------- | ----------- | ------- | --- | --- | ------- | ------- | --- | ------ | ------- | ------- | ------- | ------- | ----- |
| 1951 | Ecurie Belgique      | Talbot-Lago | Talbot  | SUI | 500 | BEL     | FRA     | GBR | ALE 10 | ITA Ret | ESP     |         | -       | 0     |
| 1953 | Ecurie Francorchamps | Ferrari     | Ferrari | ARG | 500 | HOL     | BEL NVS | FRA | GBR    | ALE 7   | SUI Ret | ITA     | -       | 0     |
| 1954 | Ecurie Francorchamps | Ferrari     | Ferrari | ARG | 500 | BEL Ret | FRA     | GBR | ALE    | SUI 8   | ITA     | ESP Ret | -       | 0     |

### Resum
| Curses: | Victòries: | Pòdiums: | Poles: | Voltes ràpides: | Punts: |
| ------- | ---------- | -------- | ------ | --------------- | ------ |
| 8       | 0          | 0        | 0      | 0               | 0      |